# Hans-Jürgen Gerhardt
Pour les articles homonymes, voir Gerhardt.
Hans-Jürgen Gerhardt, né le 5 septembre 1954 à Altenbourg, est un bobeur est-allemand.

## Carrière
Aux Jeux olympiques d'hiver de 1980 à Lake Placid, il obtient la médaille d'argent en bob à deux avec Bernhard Germeshausen et est sacré champion olympique de bob à quatre avec Meinhard Nehmer, Bogdan Musiol et Bernhard Germeshausen.  Hans-Jürgen Gerhardt est marié à la patineuse artistique Kerstin Stolfig.

## Palmarès

### Jeux Olympiques
- : médaillé d'or en bob à 4 aux JO 1980.
- : médaillé de bronze en bob à 2 aux JO 1980.

### Championnats monde
- : médaillé d'or en bob à 4 aux championnats monde de 1977 et 1981.
- : médaillé d'or en bob à 2 aux championnats monde de 1981.
- : médaillé d'argent en bob à 4 aux championnats monde de 1979.
- : médaillé de bronze en bob à 4 aux championnats monde de 1978.